# Sláine
Sláine é um personagem de história em quadrinhos baseado na mitologia celta. É publicado desde 1983 pela revista inglesa 2000AD.